# Burlison
Burlison é uma cidade  localizada no estado norte-americano de Tennessee, no Condado de Tipton.

## Demografia
Segundo o censo norte-americano de 2000, a sua população era de 453 habitantes. 
Em 2006, foi estimada uma população de 444, um decréscimo de 9 (-2.0%).

## Geografia
De acordo com o United States Census Bureau tem uma área de 
2,7 km², dos quais 2,7 km² cobertos por terra e 0,0 km² cobertos por água.

## Localidades na vizinhança
O diagrama seguinte representa as localidades num raio de 16 km ao redor de Burlison. 